# Campionatul de Handbal Masculin din Asia
Campionatul Națiunilor de Handbal Masculin din Asia este competiția oficială pentru seniorii naționalelor de handbal din Asia, și are loc la fiecare doi ani. În plus față de încoronarea campioanei din Asia, turneul de asemenea, servește ca un turneu de calificare pentru Jocurile Olimpice și pentru Campionatul Mondial de Handbal. A început în 1977 iar campioana actuală este Qatar care a câștigat turneul 2014.
Doar patru națiuni de-a lungul anilor a câștigat campionatul: Coreea de Sud a câștigat nouă titluri, Kuwait patru titluri Japonia două titluri și Qatar un titlu.

## Gazde
| Țări           | De câte ori | Turnee                 | Țări     | De câte ori | Turnee           | Țări  | De câte ori | Turnee     |
| -------------- | ----------- | ---------------------- | -------- | ----------- | ---------------- | ----- | ----------- | ---------- |
| Bahrain        | 4           | 1993, 2014, 2016, 2024 | Kuwait   | 3           | 1977, 1995, 2020 | China | 2           | 1979, 1989 |
| Coreea de Sud  | 2           | 1983, 2018             | Japonia  | 2           | 1991, 2000       | Iran  | 2           | 2002, 2008 |
| Arabia Saudită | 2           | 2012, 2022             | Iordania | 1           | 1987             | Qatar | 1           | 2004       |
| Thailanda      | 1           | 2006                   | Liban    | 1           | 2010             |       |             |            |

## Clasament
| Turneu | 1st | 2nd | 3rd | 4th | Turneu | 1st | 2nd | 3rd | 4th | Turneu | 1st | 2nd | 3rd | 4th |

| 2020 | Qatar         | Coreea de Sud | Japonia                    | Bahrain                    | 2022 | Qatar         | Bahrain                    | Arabia Saudită | Iran                       | 2024 | Qatar         | Japonia                    | Bahrain                    | Kuweit          |
| 2014 | Qatar         | Bahrain       | Iran                       | Emiratele Arabe Unite      | 2016 | Qatar         | Bahrain                    | Japonia        | Arabia Saudită             | 2018 | Qatar         | Bahrain                    | Coreea de Sud              | Arabia Saudită  |
| 2008 | Coreea de Sud | Kuweit        | Arabia Saudită             | Iran                       | 2010 | Coreea de Sud | Bahrain                    | Japonia        | Arabia Saudită             | 2012 | Coreea de Sud | Qatar                      | Arabia Saudită             | Japonia         |
| 2002 | Kuweit        | Qatar         | Arabia Saudită             | Coreea de Sud              | 2004 | Kuweit        | Japonia                    | Qatar          | Bahrain                    | 2006 | Kuweit        | Coreea de Sud              | Qatar                      | Iran            |
| 1993 | Coreea de Sud | Kuweit        | Japonia                    | Arabia Saudită             | 1995 | Kuweit        | Coreea de Sud              | Bahrain        | Japonia                    | 2000 | Coreea de Sud | Republica Populară Chineză | Japonia                    | Taipeiul Chinez |
| 1987 | Coreea de Sud | Japonia       | Kuweit                     | Republica Populară Chineză | 1989 | Coreea de Sud | Japonia                    | Kuweit         | Republica Populară Chineză | 1991 | Coreea de Sud | Japonia                    | Republica Populară Chineză | Qatar           |
| 1977 | Japonia       | Coreea de Sud | Republica Populară Chineză | Kuweit                     | 1979 | Japonia       | Republica Populară Chineză | Kuweit         | Teritoriile Palestiniene   | 1983 | Coreea de Sud | Japonia                    | Kuweit                     | Bahrain         |

## Top Medalii
| Locul | Naționala     |   |   |   | Total |   | Locul          | Naționala |   |   |   | Total |
| ----- | ------------- | - | - | - | ----- | - | -------------- | --------- | - | - | - | ----- |
| 1     | Coreea de Sud | 9 | 4 | 1 | 14    | 5 | Bahrain        | -         | 5 | 2 | 7 |       |
| 2     | Qatar         | 6 | 2 | 2 | 10    | 6 | China          | -         | 2 | 2 | 4 |       |
| 3     | Kuwait        | 4 | 2 | 4 | 10    | 7 | Arabia Saudită | -         | - | 4 | 4 |       |
| 4     | Japonia       | 2 | 6 | 5 | 13    | 8 | Iran           | -         | - | 1 | 1 |       |

## Rezultate
| Campionatul de Handbal Masculin din Asia 2024 |         |                |
| Finala                                        |         |                |
| Qatar                                         | 30 - 24 | Japonia        |
| Finala Mică                                   |         |                |
| Kuweit                                        | 17 - 26 | Bahrain        |
| Campionatul de Handbal Masculin din Asia 2022 |         |                |
| Finala                                        |         |                |
| Qatar                                         | 29 - 24 | Bahrain        |
| Finala Mică                                   |         |                |
| Arabia Saudită                                | 26 - 23 | Iran           |
| Campionatul de Handbal Masculin din Asia 2020 |         |                |
| Finala                                        |         |                |
| Coreea de Sud                                 | 21 - 33 | Qatar          |
| Finala Mică                                   |         |                |
| Japonia                                       | 27 - 26 | Bahrain        |
| Campionatul de Handbal Masculin din Asia 2018 |         |                |
| Finala                                        |         |                |
| Bahrain                                       | 31 - 33 | Qatar          |
| Finala Mică                                   |         |                |
| Arabia Saudită                                | 21 - 29 | Coreea de Sud  |
| Campionatul de Handbal Masculin din Asia 2016 |         |                |
| Finala                                        |         |                |
| Qatar                                         | 27 - 22 | Bahrain        |
| Finala Mică                                   |         |                |
| Arabia Saudită                                | 16 - 25 | Japonia        |
| Campionatul de Handbal Masculin din Asia 2014 |         |                |
| Finala                                        |         |                |
| Bahrain                                       | 26 - 27 | Qatar          |
| Finala Mică                                   |         |                |
| Emiratele Arabe Unite                         | 23 - 29 | Iran           |
| Campionatul de Handbal Masculin din Asia 2012 |         |                |
| Finala                                        |         |                |
| Coreea de Sud                                 | 23 - 22 | Qatar          |
| Finala Mică                                   |         |                |
| Arabia Saudită                                | 25 - 21 | Japonia        |
| Campionatul de Handbal Masculin din Asia 2010 |         |                |
| Finala                                        |         |                |
| Bahrain                                       | 25 - 32 | Coreea de Sud  |
| Finala Mică                                   |         |                |
| Arabia Saudită                                | 30 - 33 | Japonia        |
| Campionatul de Handbal Masculin din Asia 2008 |         |                |
| Finala                                        |         |                |
| Kuweit                                        | 21 - 27 | Coreea de Sud  |
| Finala Mică                                   |         |                |
| Arabia Saudită                                | 24 - 23 | Iran           |
| Campionatul de Handbal Masculin din Asia 2006 |         |                |
| Finala                                        |         |                |
| Kuweit                                        | 33 - 30 | Coreea de Sud  |
| Finala Mică                                   |         |                |
| Iran                                          | 20 - 21 | Qatar          |
| Campionatul de Handbal Masculin din Asia 2004 |         |                |
| Finala                                        |         |                |
| Kuweit                                        | 28 - 24 | Japonia        |
| Finala Mică                                   |         |                |
| Bahrain                                       | 26 - 27 | Qatar          |
| Campionatul de Handbal Masculin din Asia 2002 |         |                |
| Finala                                        |         |                |
| Kuweit                                        | 29 - 25 | Qatar          |
| Finala Mică                                   |         |                |
| Arabia Saudită                                | 38 - 23 | Coreea de Sud  |
| Campionatul de Handbal Masculin din Asia 2000 |         |                |
| Locul 1 - 2                                   |         |                |
| Coreea de Sud                                 |         | China          |
| Locul 3 - 4                                   |         |                |
| Japonia                                       |         | Taipeul Chinez |
| Campionatul Mondial de Handbal Masculin 1995  |         |                |
| Locul 1 - 2                                   |         |                |
| Kuweit                                        |         | Coreea de Sud  |
| Locul 3 - 4                                   |         |                |
| Bahrain                                       |         | Japonia        |
| Campionatul Mondial de Handbal Masculin 1993  |         |                |
| Finala                                        |         |                |
| Kuweit                                        | 22 - 26 | Coreea de Sud  |
| Finala Mică                                   |         |                |
| Japonia                                       |         | Arabia Saudită |
| Campionatul Mondial de Handbal Masculin 1991  |         |                |
| Finala                                        |         |                |
| Japonia                                       | 23 - 27 | Coreea de Sud  |
| Finala Mică                                   |         |                |
| China                                         | 29 - 17 | Qatar          |
| Campionatul Mondial de Handbal Masculin 1989  |         |                |
| Locul 1 - 2                                   |         |                |
| Coreea de Sud                                 |         | Japonia        |
| Locul 3 - 4                                   |         |                |
| Kuweit                                        |         | China          |
| Campionatul Mondial de Handbal Masculin 1987  |         |                |
| Locul 1 - 2                                   |         |                |
| Coreea de Sud                                 |         | Japonia        |
| Locul 3 - 4                                   |         |                |
| Kuweit                                        |         | China          |
| Campionatul Mondial de Handbal Masculin 1983  |         |                |
| Finala                                        |         |                |
| Coreea de Sud                                 | 25 - 19 | Japonia        |
| Finala Mică                                   |         |                |
| Bahrain                                       | 21 - 31 | Kuweit         |
| Campionatul Mondial de Handbal Masculin 1979  |         |                |
| Locul 1 - 2                                   |         |                |
| Japonia                                       |         | China          |
| Locul 3 - 4                                   |         |                |
| Kuweit                                        |         | Palestina      |
| Campionatul Mondial de Handbal Masculin 1977  |         |                |
| Finala                                        |         |                |
| Japonia                                       | 24 - 14 | Coreea de Sud  |
| Finala Mică                                   |         |                |
| China                                         | 38 - 16 | Kuweit         |